# Laurent Pluvy
Laurent Pluvy (Lione, 12 luglio 1973) è un allenatore di pallacanestro ed ex cestista francese.

## Carriera
Con la Francia ha disputato i Campionati europei del 1997.

## Palmarès
- Coppa di Francia: 3

ASVEL: 1996, 1997, 2001